# Plàstic de bombolles

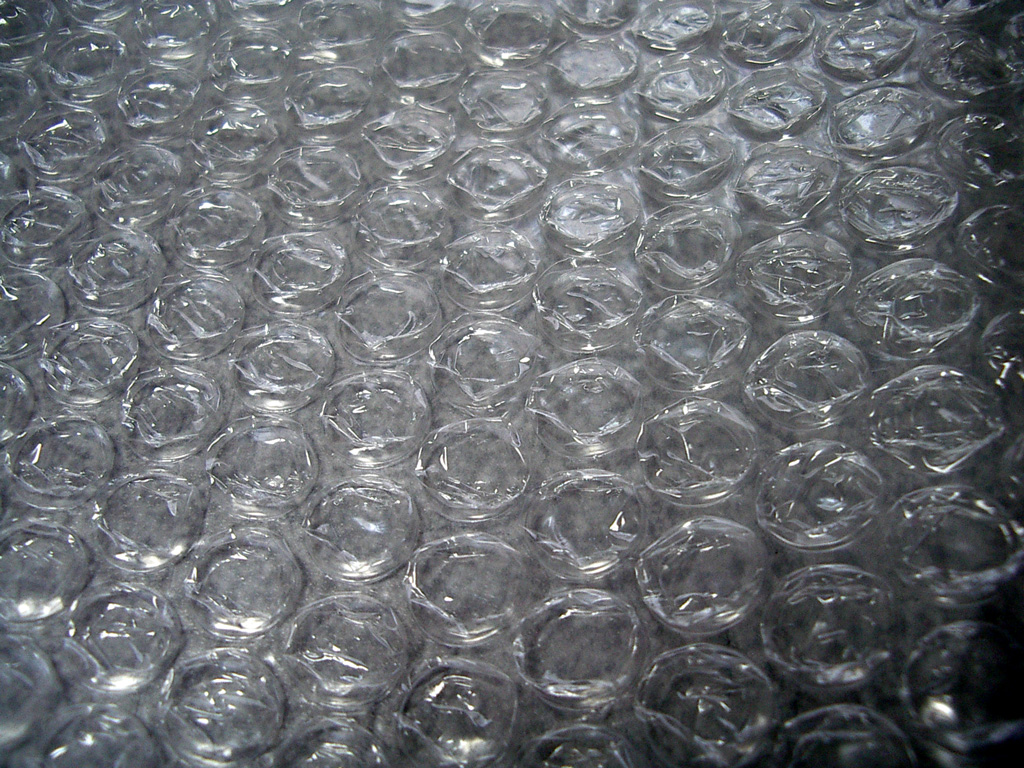
Plàstic de bombolles

El plàstic de bombolles, o plàstic alveolar, és un material plàstic flexible i transparent usat comunament per embalar articles fràgils. Les bosses plenes d'aire i espaiades regularment que en sobresurten (les bombolles) proporcionen amortiment als articles delicats o fràgils. El terme anglès (Bubble Wrap) és una marca registrada originalment per la Sealed Air Corporation, i teòricament només s'ha d'utilitzar per als productes d'aquesta companyia.
Aquest material va ser creat pels enginyers Alfred Fielding i Marc Chavannes el 1957. Com moltes innovacions, va ser fruit d'un fet accidental: tots dos intentaven crear un paper pintat de textura plàstica i amb base de paper que es pogués netejar fàcilment.
El material generalment disponible es fabrica amb les bombolles d'aire de diverses mides, segons l'embalum que faci l'objecte que cal embalar i el grau d'amortiment requerit. Poden anar des dels 6 mm fins als 30 mm o més de diàmetre. Poden caldre diverses capes per proporcionar protecció contra els impactes, mentre que amb una sola n'hi pot haver prou per protegir superfícies. A més de la protecció que atorguen les bombolles, el material plàstic per ell mateix pot oferir diferents formes de protecció per a l'objecte en qüestió. Per exemple, en el transport de peces i components electrònics sensibles s'utilitza un tipus d'embolcall fet amb plàstic antiestàtic que dissipa les càrregues estàtiques, de manera que protegeix els xips electrònics, molt sensibles, de les descàrregues que puguin danyar-los. Recobert amb paper d'alumini, el plàstic de bombolles s'utilitza com a aïllant tèrmic i acústic.
El plàstic de bombolla és utilitzat de vegades com a forma de diversió o distracció, quan es fan esclatar les bombolles plàstiques i sentint el so que fan. Aquesta pràctica fins i tot ha creat una pàgina web en la qual es pot moure el ratolí sobre les bombolles i sentir-les esclatar.